# Edoardo Affini
Edoardo Affini (né le 24 juin 1996 à Mantoue) est un coureur cycliste italien, membre de l'équipe Visma-Lease a Bike.

## Biographie

### Débuts cyclistes et carrière chez les amateurs
Edoardo Affini naît le 24 juin 1996 à Mantoue en Italie.
En 2011, chez Isolano Sartori, il termine troisième du championnat d'Italie du contre-la-montre cadets, comme l'année suivante alors qu'il court pour le Pedale Scaligero. De 2013 à 2014, il est chez GCD Contri Autozai, et devient en 2014 champion d'Europe sur route juniors. Il termine deuxième du championnat d'Italie du contre-la-montre juniors, quatrième du championnat du monde sur route juniors et remporte le Trofeo San Rocco et le Trofeo Buffoni.
En 2015, il court pour l'équipe Colpack, l'équipe référence du calendrier italien chez les espoirs. Il termine troisième du championnat d'Italie du contre-la-montre espoirs et cinquième du championnat d'Europe du contre-la-montre espoirs.

### Carrière professionnelle

#### 2017-2018: SEG Racing
En 2017, il rejoint l'équipe continentale SEG Racing Academy. Il obtient ses meilleurs résultats en contre-la-montre, où il se classe notamment quatrième du championnat d'Europe du contre-la-montre espoirs et huitième du championnat du monde du contre-la-montre espoirs. 
En 2018, pour sa dernière saison dans la catégorie des espoirs, il se révèle en juin, remportant coup sur coup le prologue du Tour d'Italie espoirs, le contre-la-montre des Jeux méditerranéens et le championnat d'Italie sur route espoirs.

#### 2019-2020: Mitchelton-Scott
La structure World Tour Mitchelton-Scott annonce fin septembre 2018 sa signature pour les saisons 2019 et 2020, leur directeur sportif, Matthew White, se réjouissant de pouvoir compter sur le renfort d'un des talents italiens les plus prometteurs de sa génération. Il débute sous ses nouvelles couleurs sur les routes espagnoles, prenant part à la Clásica de Almería (29e) puis au Tour d'Andalousie où il connait sa meilleure place sur le contre-la-montre individuel (28e). Intégré au groupe prenant part aux classiques, son équipe lui réserve un copieux programme en dépit de son inexpérience à ce niveau, Affini participant aux Strade Bianche (hors-délais), à Milan-San Remo (164e), aux Trois Jours de Bruges-La Panne (109e), au GP E3 (abandon), A Travers la Flandre (148e), au Tour des Flandres (abandon) puis à Paris-Roubaix (99e). Coupant plus d'un mois à la suite de ce bloc de courses, il reprend la compétition lors de la manche des Hammer Series ayant lieu à Stavanger. Il enchaîne par le Tour de Norvège où, membre de l'échappée du jour sur la quatrième étape, il règle au sprint ses derniers compagnons de fugue pour s'imposer. Fin juillet, il est sélectionné pour représenter son pays aux championnats d'Europe de cyclisme sur route. Il s'adjuge à cette occasion la médaille de bronze du relais mixte et celle du contre-la-montre individuel.
En août 2020, il termine troisième du championnat d'Italie du contre-la-montre puis se classe cinquième du championnat d'Europe de cette spécialité quelques jours plus tard à Plouay dans le Morbihan.

#### Depuis 2021: Jumbo-Visma/Visma Lease a Bike
Présent au début du Tour d'Espagne 2022, Edoardo Affini remporte en début d'épreuve le contre-la-montre par équipes puis porte une journée le maillot rouge de leader du classement général. Malade, Affini est non-partant lors de la dixième étape.

## Palmarès sur route

### Palmarès amateur
| - 2011 - 3e du championnat d'Italie du contre-la-montre cadets - 2012 - 3e du championnat d'Italie du contre-la-montre cadets - 2014 - Champion d'Europe sur route juniors - Coppa Valsenio - Trofeo San Rocco - Trofeo Buffoni - 2e du championnat d'Italie du contre-la-montre juniors - 2e des Tre Giorni Orobica - 4e du championnat du monde sur route juniors - 2015 - 3e du championnat d'Italie du contre-la-montre espoirs - 3e de la Schio-Ossario del Pasubio - 5e du championnat d'Europe du contre-la-montre espoirs | - 2016 - Grand Prix De Nardi - 3e du Cronometro di Città di Castello - 2017 - 4e du championnat d'Europe du contre-la-montre espoirs - 8e du championnat du monde du contre-la-montre espoirs - 2018 - Médaillé d'or du contre-la-montre des Jeux méditerranéens - Champion d'Europe du contre-la-montre espoirs - Champion d'Italie sur route espoirs - Champion d'Italie du contre-la-montre espoirs - Prologue du Tour d'Italie espoirs - 4e du championnat du monde du contre-la-montre espoirs |  |

### Palmarès professionnel

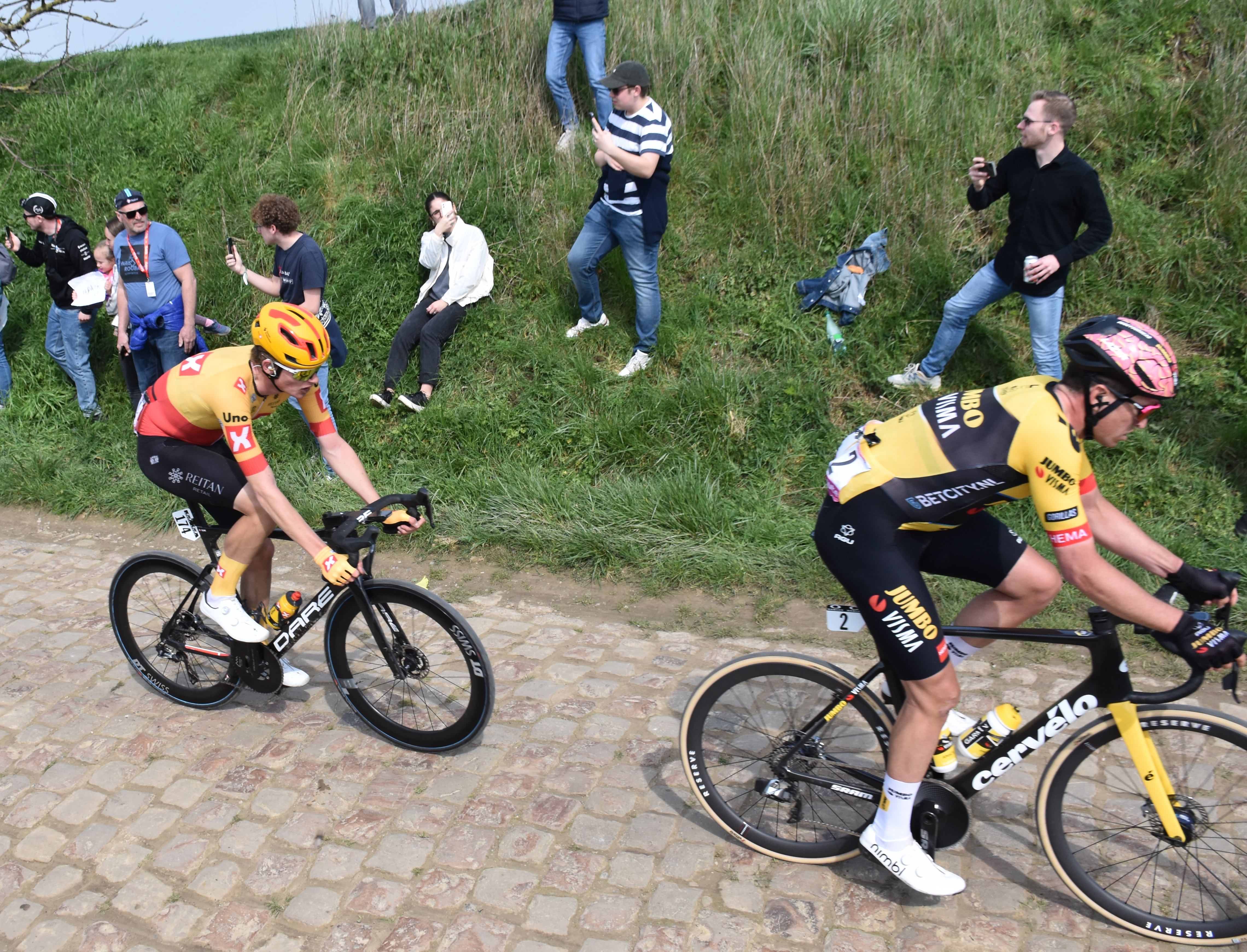
Paris-Roubaix 2023 - Secteur pavé de Quiévy à Saint-Python - N° 2 Edoardo Affini.

- 2019
  - 4e étape du Tour de Norvège
  - 6e étape du Tour de Grande-Bretagne (contre-la-montre)
  -  Médaillé de bronze du championnat d'Europe du contre-la-montre
  -  Médaillé de bronze du championnat d'Europe du relais mixte contre-la-montre
- 2020
  - 1re étape du Czech Cycling Tour (contre-la-montre par équipes)
  - 3e du championnat d'Italie du contre-la-montre
  -  Médaillé de bronze du championnat d'Europe du relais mixte contre-la-montre
  - 5e du championnat d'Europe du contre-la-montre
- 2021
  - 2e du championnat d'Italie du contre-la-montre
  -  Médaillé de bronze du championnat du monde du contre-la-montre par équipes en relais mixte
  - 6e du championnat d'Europe du contre-la-montre
  - 9e du championnat du monde du contre-la-montre
- 2022
  - 1re étape du Tour d'Espagne (contre-la-montre par équipes)
  -  Médaillé d'argent du championnat du monde du contre-la-montre par équipes en relais mixte
  - 3e du championnat d'Italie du contre-la-montre
- 2023
  - 3e étape de Paris-Nice (contre-la-montre par équipes)
  - 2e étape du Tour de Burgos (contre-la-montre par équipes)
  -  Médaillé d'argent du championnat d'Europe du contre-la-montre en relais mixte
- 2024
  -  Champion d'Europe du contre-la-montre
  -  Champion d'Europe du relais mixte contre-la-montre
  -  Médaillé de bronze du championnat du monde du contre-la-montre
  -  Médaillé de bronze du championnat du monde du contre-la-montre par équipes en relais mixte
- 2025
  - 3e étape de Paris-Nice (contre-la-montre par équipes)

### Résultats sur les grands tours

#### Tour de France
1 participation
- 2025 : 118e

#### Tour d'Italie
6 participations
- 2020 : non-partant (8e étape)
- 2021 : 113e
- 2022 : 97e
- 2023 : 94e
- 2024 : 130e
- 2025 : 133e

#### Tour d'Espagne
2 participations
- 2022 : non-partant (10e étape), vainqueur de la 1re étape (contre-la-montre par équipes),  maillot rouge pendant 1 jour
- 2024 : 119e

### Classements mondiaux
| Année                                 | 2015  | 2016  | 2017  | 2018 | 2019 | 2020 | 2021 | 2022 | 2023 | 2024 |
| ------------------------------------- | ----- | ----- | ----- | ---- | ---- | ---- | ---- | ---- | ---- | ---- |
| Classement mondial                    |       | 2362e | 1137e | 374e | 249e | 456e | 198e | 329e | 660e | 173e |
| UCI Europe Tour                       | 1055e | 1834e | 1191e | 287e | 204e | 374e | 169e | 265e | nc   | 141e |
| UCI Asia Tour                         | nc    | 559e  | nc    | nc   |      |      |      |      |      |      |
|                                       |       |       |       |      |      |      |      |      |      |      |
| Légende : nc = non classéSource : UCI |       |       |       |      |      |      |      |      |      |      |

## Palmarès sur piste
- 2013
  -  Champion d'Italie de poursuite juniors
  - 2e du championnat d'Italie de poursuite par équipes juniors

## Distinctions
- Oscar TuttoBici des juniors : 2014
- Mémorial Gastone Nencini (révélation italienne de l'année) : 2019